# Johannes Riedel (Jurist)
Johannes Riedel (* 11. August 1949 in Rosenheim) ist ein deutscher Richter.

## Leben
Riedel legte 1971 das erste juristische Staatsexamen ab und war 1972 als Hochschulassistent an der Universität Bochum tätig. 1972/1973 absolvierte er in London ein Graduiertenstudium (LL.M.). Nach dem zweiten juristischen Staatsexamen 1976 war er bis 1983 Richter am Landgericht Bonn und von 1985 bis 1994 Richter am Oberlandesgericht Köln. Von 1983 bis 1986 war er an das Landesjustizprüfungsamt Nordrhein-Westfalen abgeordnet.
1994 wurde Riedel zum Vizepräsidenten des Landgerichts Köln ernannt. Ab 1997 war er als Leitender Ministerialrat geschäftsführender Vertreter des Präsidenten des Landesjustizprüfungsamtes und von 2000 bis 2005 selbst Präsident dieser Behörde. Während dieser Zeit oblag ihm auch die Leitung der Abteilung V des Justizministeriums des Landes Nordrhein-Westfalen.
Von Mai 2005 bis November 2014 war Johannes Riedel Präsident des Oberlandesgerichts Köln. Seine Ernennung wurde eineinhalb Jahre lang durch die Konkurrentenklage der Präsidentin des Landgerichts Essen, Monika Anders, blockiert, die zu einer Auseinandersetzung bis zum Verdacht des Meineids mit dem früheren Präsidenten des Oberlandesgerichts Hamm, Gero Debusmann wurde.
Riedel war ferner Vizepräsident des Verfassungsgerichtshofs für das Land Nordrhein-Westfalen. Im November 2014 trat er in den Ruhestand.
Riedel ist verheiratet und hat drei Kinder.